# Licht meiner Augen
Licht meiner Augen (Originaltitel: Luce dei miei occhi) ist ein Film von Giuseppe Piccioni aus dem Jahr 2001.

## Handlung
Antonio ist ein Chauffeur in Rom. Er liest Science-Fiction-Romane – man hört die Texte im Off – die sich immer um einen Helden drehen, der in einer ihm unbekannten neuen Welt gelandet ist. Soziale Kontakte hat er nur mit seinem Chef und den Kollegen.
Eines Abends lernt er Maria kennen, als er beinahe ihre Tochter Lisa anfährt. Er verliebt sich in Maria, mit der er auch eine Nacht verbringt. Maria kann oder will sich aber auf ihn nicht einlassen. Sie hat Sorgen mit ihrem schlecht laufenden Laden für Tiefkühlkost, und deshalb große Probleme ihre Schulden bei Saverio, einem Gangster, abzustottern. Wegen dieser Schwierigkeiten hat sie zu wenig Zeit für ihre Tochter und bekommt deshalb Ärger mit dem Jugendamt.
Saverio ist ein kleiner Pate, der mit illegalem Geldverleih, Schutzgelderpressung und der Untervermietung von Wohnungen an illegale Einwanderer seine Geschäfte macht.
Antonio, der Maria heimlich helfen will, wird für den Erlass ihrer Schulden Saverios Chauffeur und Geldeintreiber, bis er dessen krummen Geschäfte nicht mehr erträgt und aussteigt.
Marias Tochter Lisa unternimmt einen Ausreissversuch und kommt deswegen auf Anweisung des Jugendamtes zu ihren Großeltern.
Maria erkennt allmählich, dass sie sich in Antonio verliebt hat...
Das winterliche Rom gibt eine schöne Kulisse ab, für diese melancholische Liebesgeschichte.

## Auszeichnungen
- Internationale Filmfestspiele von Venedig 2001: Beste Hauptdarstellerin – Sandra Ceccarelli und Bester Hauptdarsteller – Luigi Lo Cascio
- Sergio Trasatti Award 2001: Giuseppe Piccioni

## Kritiken
„Licht meiner Augen ist ein melancholisches Großstadtepos und eine Liebesgeschichte zugleich, die voller Verständnis und mit einem guten Gespür für die Brüche im Leben ganz normaler Menschen auslotet, ob eine Annäherung überhaupt möglich ist, wenn man einmal den Weg der Einsamkeit gewählt hat.“

„Guiseppe [sic!] Piccionis Film ‚Licht meiner Augen‘ […] verschließt sich dem leichten Zugang. Er wird vielleicht erst […] beim zweiten Hinsehen geliebt. Dann aber so innig, wie im Fall des spröden Paares, das erst auf den zweiten Blick und nach langer Reise zum Liebespaar wird.“

„Piccionis melancholische Reise durch die Metropolen ist eine wunderbar erwachsene Liebesgeschichte, ohne einfache Lösungen und simples Happy End, aber mit überraschenden Glücksmomenten, die umso nachhaltiger wirken.“